# Natalia Ginzburg
Natalía Ginzburg, født Levi, (14. juli 1916 i Palermo - 7. oktober 1991 i Rom) var en italiensk politiker og forfatter, der i sine værker udforskede familieforhold, politik og filosofi. Sammen med Leone Ginzburg fik hun sønnen Carlo Ginzburg i 1939.

## Liv
Tekst mangler, hjælp os med at skrive teksten

## Forfatterskab
Tekst mangler, hjælp os med at skrive teksten

## Politiske Karriere
Tekst mangler, hjælp os med at skrive teksten

## Værker
- Lessico famigliare, roman 1963. På dansk Familiealbum 1968.
- Caro Michele, roman 1973. På dansk Kære Michele 1974.